# Aldrin Muscat
Aldrin Muscat (11 settembre 1971) è un ex calciatore maltese, di ruolo attaccante.

## Carriera

### Nazionale
Ha collezionato due presenze con la propria Nazionale.

## Statistiche

### Cronologia presenze e reti in Nazionale
| Cronologia completa delle presenze e delle reti in nazionale ― Malta | Cronologia completa delle presenze e delle reti in nazionale ― Malta | Cronologia completa delle presenze e delle reti in nazionale ― Malta | Cronologia completa delle presenze e delle reti in nazionale ― Malta | Cronologia completa delle presenze e delle reti in nazionale ― Malta | Cronologia completa delle presenze e delle reti in nazionale ― Malta | Cronologia completa delle presenze e delle reti in nazionale ― Malta | Cronologia completa delle presenze e delle reti in nazionale ― Malta |
| Data                                                                 | Città                                                                | In casa                                                              | Risultato                                                            | Ospiti                                                               | Competizione                                                         | Reti                                                                 | Note                                                                 |
| -------------------------------------------------------------------- | -------------------------------------------------------------------- | -------------------------------------------------------------------- | -------------------------------------------------------------------- | -------------------------------------------------------------------- | -------------------------------------------------------------------- | -------------------------------------------------------------------- | -------------------------------------------------------------------- |
| 27-3-1996                                                            | Prilep                                                               | Macedonia del Nord                                                   | 1 – 0                                                                | Malta                                                                | Amichevole                                                           | -                                                                    |                                                                      |
| 14-8-1996                                                            | Reykjavík                                                            | Islanda                                                              | 2 – 1                                                                | Malta                                                                | Amichevole                                                           | -                                                                    |                                                                      |
| Totale                                                               |                                                                      | Presenze                                                             | 2                                                                    |                                                                      | Reti                                                                 | 0                                                                    |                                                                      |